# Thermos (marque)
Pour les articles homonymes, voir Thermos.
 (mai 2011).

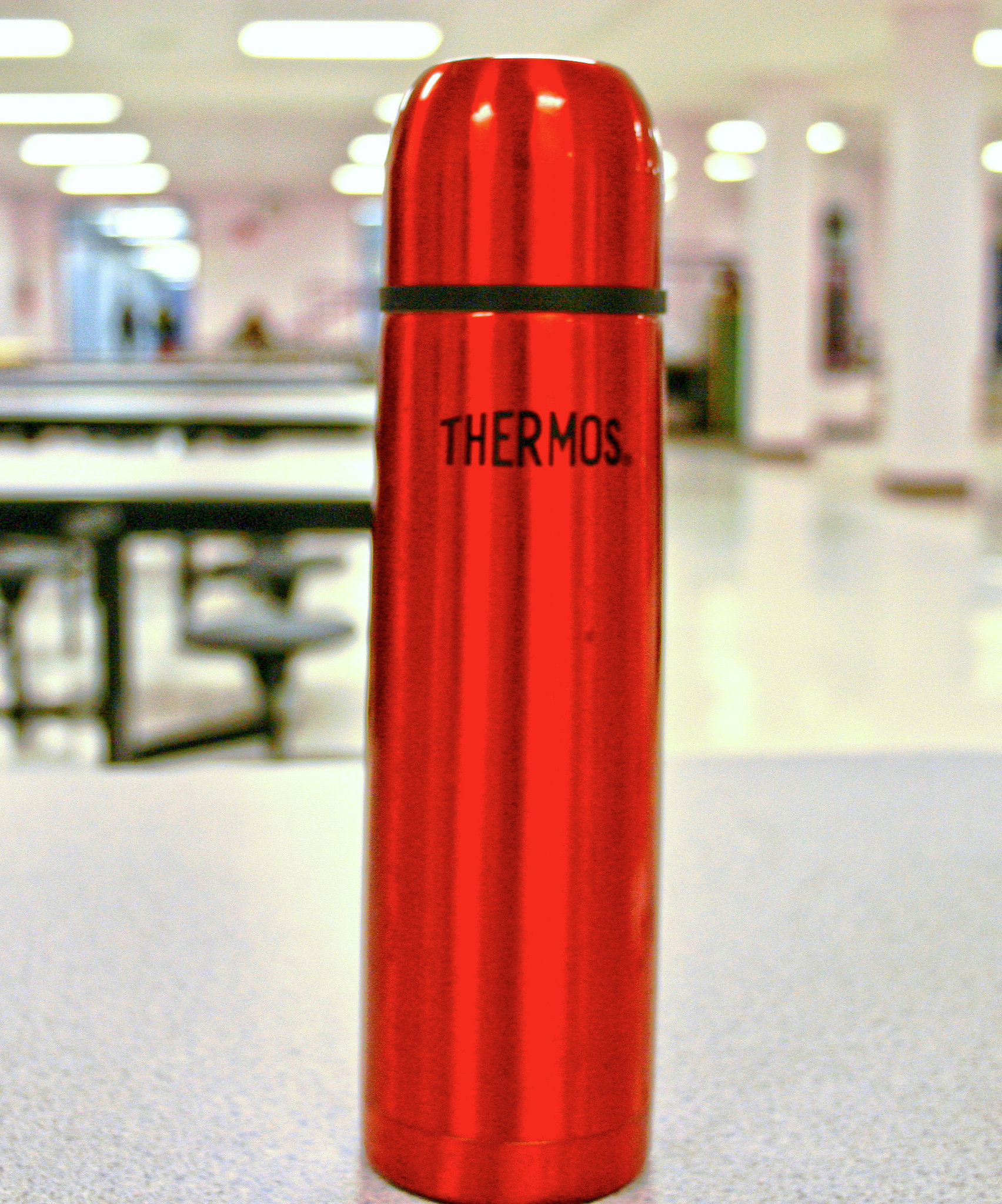
Récipient isolant de la marque Thermos.

Thermos est une marque déposée dans plus de 115 pays, spécialisée dans la commercialisation de bouteilles isothermes. Par antonomase, les bouteilles isothermes sont parfois appelées « bouteilles thermos » ou simplement « thermos ».
La marque appartient à la société américaine Thermos (Delaware) Valentin.

## Invention
Les débuts de cette invention datent du XIXe siècle :
Dans son ouvrage Physikalische Demonstrationen (Manifestations physiques), Adolf Ferdinand Weinhold (de) a décrit en 1881 une bouteille à vide d'air pour l'utilisation en laboratoire. Le physicien-chimiste écossais Sir James Dewar fut le premier à avoir officiellement produit de l'hydrogène liquide. Pour maintenir ce gaz à basse température, il fit diverses recherches débutées vers 1874, dont certaines concernaient le « vide », sur le principe de l'appertisation, inventée en 1795 par le confiseur français Nicolas Appert (1749-1841). En 1892, il élabora un contenant isolant fabriqué avec deux parois en verre, séparées par du vide. Cette invention porte le nom de « vase de Dewar ».
Le souffleur de verre Reinhold Burger (de) de Pankow (Berlin) reprit l'idée, alors qu'il fabriquait, entre autres choses, des bocaux pour l'appertisation. Il déposa un brevet de son flacon à doubles parois, en 1903. Sa firme commercialisa la première bouteille isotherme avec la marque « THERMOS GmbH », en utilisant le mot « Thermos », signifiant « chaleur » en grec ancien. En 1921, cette bouteille a aussi été vendue sous forme de biberons, le « Biberon Majic », équipée d'une tétine à tube plongeur.
Ce même phénomène de vide « sous verre » est utilisé de nos jours pour l'isolation des fenêtres avec double vitrages (le vide étant dans ce cas remplacé par un gaz à faible conductivité thermique, fréquemment l'argon) et pour d'autres déclinaisons, tant en sciences que pour les usages du grand public.
Dans les années 1930, il y eut le Perco-THERMOS, un percolateur à café, et dans les années 1940 l’Auto-THERMOS, précurseur de la Cocotte-minute, dont le principe a été inventé par le Français Denis Papin, avec son « dijesteur » (autoclave, ou autocuiseur). Ces deux autres ustensiles de cuisine portant le nom de « Thermos » étaient fabriqués dans les ateliers de Boulogne-sur-Seine, en France.
Depuis 1963, la marque Ambre déposée tombe dans le domaine public aux États-Unis, comme pour d'autres marques, dont le nom domine le marché commercial. Désignant ainsi, de façon éponyme et par antonomase, tout type de bouteilles et autres récipients isothermes, qui sont fabriqués avec des flacons ou des ampoules en verre, en matière plastique ou en métal, par souci d'économie et de résistance, à simples ou à doubles parois, l'air contenu dans une ou deux couches successives constituant généralement le seul isolant. Depuis, une majorité de gens appelle ces contenants des « Thermos », par habitude, par facilité (« thermos » semble plus simple à utiliser que « bouteille isotherme ») ou par méconnaissance du nom d'origine devenu générique.